# Романово (Липецкая область)
Рома́ново — село Ольховского сельсовета Лебедянского района Липецкой области. Расположено на Лебедянском шоссе на границе с Данковским районом.
Стоит на левом берегу реки Дон.
Селение на этом месте возникло в XVII веке. В 1620-е годы упоминается как слобода «Романов Рог на реке Дон» . Позже на берегу Дона построили церковь. Название села связано с тем, что здесь была вотчина Ивана Никитича Романова .
Недалеко от неё через реку переброшен мост, который связывает с деревней Селище. Кроме того, Романово связано автодорогой с селом Перехваль.
На восточной стороне Лебедянского шоссе находится водонапорная башня.

## Население
| 2010 |
| ---- |
| 604  |